# Cabo Torokina
Cabo Torokina es un promontorio en el extremo norte de la bahía emperatriz Augusta, a lo largo de la parte central de la costa sureste de Bougainville, en Papúa Nueva Guinea.
Este cabo forma el extremo sur de la zona de aterrizaje en el que el primer cuerpo anfibio, realizó una invasión el 1 de noviembre de 1943 durante la Operación Flor de Cerezo. La pequeña isla de Puruata está situada justo frente a la costa al oeste de Cabo Torokina. El cabo y la isla forman una playa al norte que posee un fuerte oleaje.